# Gewähr
Die Gewähr ist eine rechtlich bindende Zusicherung einer bestimmten Eigenschaft einer Sache.
Diese wird oft ausgeschlossen, weil der die Eigenschaft einer Sache Beschreibende nur so wirksam verhindern kann, dass er für die Folgen einer unrichtigen Information in Regress genommen wird (z. B. Verkündung der Lottozahlen, Fahrpläne).
Hieraus leitet sich der Begriff Gewährleistung ab, welcher in Deutschland, im Gegensatz zur freiwilligen Garantie-Erklärung eines Lieferanten, gesetzlich geregelt ist (unter anderem § 437 BGB).
Zur historischen Bedeutung von Gewähr siehe den einschlägigen Artikel im Deutschen Rechtswörterbuch (Bd. IV Sp. 635–653).

## Etymologie
Das Verb gewähren stammt vom althochdeutschen (gi)wërēn „zugestehen“ (erste erhaltene Erwähnungen aus dem 8. Jahrhundert), woraus sich im Mittelhochdeutschen das bedeutungsgleiche gewërn entwickelte. Der Wortstamm wera bedeutete im Indogermanischen so viel wie „achten“, vgl. auch wahrnehmen und übertragen auf moralische und religiöse Vorstellungen bewahren. Gewähr ist das Abstraktum zu gewähren. Komposita hiermit sind beispielsweise Gewährsmann oder Gewährleistung.